# Шадрин, Алексей Матвеевич
Алексе́й Матве́евич Шадри́н (родился 15 [28] марта 1911 года, Самара, Самарская губерния, Российская империя — умер 19 марта 1983 года, Ленинград, РСФСР, СССР) — советский поэт и переводчик.

## Биография
Родился 15 (28) марта 1911 года в Самаре. 
С 1931 года преподавал в различных учебных заведениях Ленинграда, входил в кружок молодых литераторов, группировавшихся вокруг М. А. Кузмина. В 1934 году неформальным образом сопровождал Андре Жида в ходе его поездки в Ленинград. 
В 1938 году был арестован, два года провёл в тюрьме, но в 1940 году — освобождён. В 1940 году забрал в свою семью сына репрессированного Бенедикта Лившица. Пережил блокаду Ленинграда, в феврале 1942 года вместе с матерью был эвакуирован в Ярославль. 
Вернувшись в Ленинград по окончании войны, в июле 1945 года вновь арестован, осуждён на 7 лет лагерей, отбывал срок на строительстве Братской ГЭС. В 1956 году — реабилитирован. После реабилитации занимался литературным трудом. Переводил художественную прозу и, в меньшей степени, поэзию с французского, английского, немецкого, итальянского, испанского, португальского и шведского языков.
Среди основных работ Шадрина — «Мельмот Скиталец» Ч. Р. Метьюрина, «Гептамерон» Маргариты Наваррской, произведения Ги де Мопассана, Стендаля, Бальзака, Анатоля Франса, Эмиля Золя, Жорж Санд, Вальтера Скотта, Редьярда Киплинга, Кэтрин Мэнсфилд, Шервуда Андерсона, Маттео Банделло, Алехо Карпентьера.
Умер 19 марта 1983 года в Ленинграде.